# Kosroj II.
Kosroj II. Partski, pretendent za prestol Partskega cesarstva, * ni znano, † ni znano.
Poznan je samo po svojih kovancih s katerih je razvidno, da se je okoli leta 190 uprl kralju Vologasu IV. Partskemu. Vologasov sin Vologas V. je njegov upor očitno hitro zatrl. Kovanci so bili kovani v Ekbatani, kar kaže, da je vladal verjetno samo v Mediji.
| Kosroj II. Arsakidska dinastijaRojen: ni znano Umrl: ni znano |                                     |                       |
| Vladarski nazivi                                              |                                     |                       |
| Predhodnik: Vologas IV.                                       | Kralj (šah) Partskega cesarstva 190 | Naslednik: Vologas V. |

## Vir
- Wayne Sayles, Ancient Coin Collecting VI: Non-Classical Cultures, Krause Publications, 1999, ISBN 0873417534, str. 56.